# 平田こころ
平田 こころ（ひらた こころ、2001年3月5日 - ）は、日本のTikToker。

## 経歴
神奈川県三浦郡葉山町出身。小学校中学年から高学年を中国・上海で過ごす。上海日本人学校、立教女学院中学校・高等学校を経て、立教大学異文化コミュニケーション学部に進学。フレッシュキャンパスコンテストに双子の平田うららと出場したことがきっかけで、スペースクラフトに所属し、デビュー。2019年10月に舞台『光と海と光秀と五右衛門』で初舞台を踏む。2020年10月、スペースクラフト退社。2021年9月よりフランスのパリ大学人文社会学部芸術学科演劇専攻に派遣留学。同地でフランス人へのインタビューを始め、その動画をTikTokに投稿したことで知名度が上がり、投稿から2週間弱で32000人のフォロワーを獲得した。

## 人物
- 特技は、英語、フランス語、ベルベル語、フルート、着付け、所作。　趣味は吹き矢[1]。
- 英語・フランス語・中国語は自在に扱えるという[2]。
- 座右の銘は「人生はすべて舞台」[2]。
- 尊敬する俳優は斎藤工、岡村美南、大竹しのぶ、藤原竜也、野村玲子。尊敬する人はウィリアム・シェイクスピア。
- 「前前世は細川ガラシャ、前世はインコ」と主張している[2]。

## 出演

### 舞台
- 『光と海と光秀と五右衛門』（2019年10月3日 - 5日、伝承ホール） - マキ 役（石川五右衛門の妻）[1]
- 『赦免花」（2020年1月24日 - 27日、俳協ホールTACCS1179） - 鈴 役（準ヒロイン）[1]
- 『偲び唄』（2020年3月6日 - 8日、俳協ホールTACCS1179） - 殺陣アンサンブル[1]
- 『夜叉ケ池』（2020年7月10日 - 12日、シアターグスタフ） - 椿 役（腰元）[1]
- 『吉原恋刀』（2021年3月25日-29日、中目黒金ケロシアター）-旭役（メインキャスト、振袖新造）[3]

### ドラマ
- 2021年 - NHK/BS 『カンパニー』第五話　那由多（古川雄大）の女友達役
- 2021年 - TBS「オーマイボス！恋は別冊で」第八話
- 2021年 - NTV「幸せ！ボンビーガール」
- 2021年 - テレビ朝日「漂着者」ヘミングウェイ(斎藤工)の同居人
- 2022年 - WOWOW「Ｒock Bridge 」クラブダンサー役

### ＭＣ
- 2021.2 Developers Summit 2021 ＣトラックMC
- 2023.1 リッチマン TikTok Live